# Профилирана природоматематическа гимназия „Акад. Никола Обрешков“
Профилираната природоматематическа гимназия „Акад. Никола Обрешков“ е училище в град Разград.

## История
Математическата гимназия е първото профилирано училище в Разград, основано на 1 септември 1972 г. Профилите са три – математически, софтуерни и хардуерни науки и природни науки, а от 2020 година и професия „приложен програмист“. Обучават се 592 ученици в 23 паралелки от пети до дванадесети клас. Работи на една учебна смяна. Директор на гимназията е Мануел Василев Чутурков.
През 1975 г. започва провеждането на ежегодния Турнир „Обрешков“. В началото е финансиран от Общинския съвет, а впоследствие – изцяло от училищния бюджет. Понастоящем се провежда по математика, информатика, информационни технологии, биология и химия. 
Над 4380 ученици са получили средното си образование в ППМГ.
През годините гимназията е с най-високите резултати в област Разград от НВО в 7. и в 10. клас, както и на ДЗИ.
Директорите през годините са: Салим Новманов, Фильо Филев, Йонка Дянкова, Венета Станчева, Мануел Чутурков.
Над 150 са учителите и служителите, отдали професионалния си опит на това училище. То е удостоено с наградата „Никола Икономов“ на Община Разград, връчена на 24 май 2013 г., първото и единственото училище в общината, получило тази награда.
Учител на годината на общината през 2014 г. е г-жа Венета Николаева Ненчева – учител по химия и опазване на околната среда, през 2016 е Елена Илиева – учител по английски език, а през 2017 г. е Румяна Райчева – учител по български език и литература. Директор на годината за 2021 година е Мануел Василев.
Наградата „Никола Икономов“ на Община Разград за 24 май 2014 г. получава г-н Христо Петров Червенски – учител по физика.
На 1 ноември 2014 г. наградата на Община Разград „Никола Икономов“ получава и директорът на гимназията – Мануел Василев Чутурков.
Със законодателството от 1 август 2016 г. гимназията е общинско училище. Според вида на подготовка училището е неспециализирано. Според етапа или степента на образование училището е гимназия. Според съдържанието на подготовката гимназията е профилирана. При условията и по реда на ЗПУО ППМГ „Акад. Н. Обрешков“ – Разград осъществява обучение от пети клас и от осми клас. От учебната 2020/2021 година приемът е допълнен с една паралелка по професия „Приложен програмист“.
От 2018 г. гимназията е на адрес ул. „Дъбрава“ №2.